# Thrixspermum cerinum
Thrixspermum cerinum är en orkidéart som först beskrevs av Henry Nicholas Ridley, och fick sitt nu gällande namn av Johannes Jacobus Smith. Thrixspermum cerinum ingår i släktet Thrixspermum och familjen orkidéer. Inga underarter finns listade i Catalogue of Life.